# Сяоцзин-ди (Восточная Вэй)
Император (Дун) Вэй Сяо Цзин-ди  ((東)魏孝靜帝; 524—552), личное имя Юань Шаньцзянь (元善見), был единственным императором Китайской/Хэбэйской династии Восточная Вэй — наследницы Северной вэй. В 524, главнокомандующий Северной Вэй Гао Хуань, после император Сяо У-ди покинул столицу Лоян и устроил столицу в Чанъани, сделал Хоу Цзина заменителем Сяо У, и переместил столицу из Лояна в Ечэн, это разделило Северную Вэй на двое, и государство Сяо Цзина стало Восточной Вэй (Дун Вэй). Хотя Гао Хуань обращался с ним уважительно, реальная власть была в руках Гао Хуаня, и затем сына Гао Хуаня Гао Чэна и Гао Яна. В 550, Гао Ян заставил Сяо Цзина уступить трон ему, что положило конец Восточной Вэй и стало началом Северной Ци (с императором Вэнь Сюанем). Около нового года, в 552, Сяо Цзин был отравлен по приказу нового императора.

## Происхождение
Юань Шаньцзянь родился в 524. Его отец Юань Дань (元亶) ван Цинхэ был сыном уважаемого Юань И (元懌), также вана Цинхэ и сына императора Сяо Вэня. Его мать принцесса Ху была женой Юань Даня и внучкой Ху Чжэня (胡真), дяди императрицы Ху матери императора Сяо Мина . Юань Шаньцзянь был старшим сыном Юань Даня, и его наследником.
В 534, император Сяо У, племянник Юань Даня, пытался сбросить командующего Гао Хуаня, и вступил в союз с независимыми генералами Юйвэнь Тайем и Хэба Шэном (賀拔勝). Когда Гао, в ответ, направил войска к столице Лояну, Сяо У бежал к Юйвэням. Юань Дань первоначально поддержал бегство императора, но быстро покинул Сяо У и вернулся в Лоян. После того как Гао занял Лоян, он сделал Юань Дана представителем действующей имперской власти, а Юань Дань высокомерно вёл себя, думая, что станет новым императором. Гао, решил, что Юань Дан неуместен в роли императора, и затем, под предлогом, что кузин не может наследовать, выдвинул Юань Шаньцзяна (как императора Сяо Цзина). (Юань Дань, в смущении и страхе, пытался бежать на юг, скорее всего в Лян, но Гао поймал его и вернул в Лоян). Формально Северная Вэй разделилась на Восточная Вэй (император Сяо Цзин) и Западная Вэй (император Сяо У).

## При жизни Гао Хуаня
Гао Хуань, считавший, что Лоян слишком близок к границам Западной Вэй и Лиян, перенёс столицу в Ечэн, важный город, который он полностью контролировал. Видя, что бегство императора Сяо У — пятно на своей репутации, Гао публично оказывал Сяо Цзину высшие почести и все подданные следовали его примеру, хотя фактическая власть была в руках Гао и его ставленников. Гао пытался завоевать Западную Вэй и воссоздать Северную Вэй, но его попытки отбивал Юйвэнь Тай и другие генералы Западной Вэй. Гао чаще находился в своём штабе в Цзиньяне (晉陽, современный Тайюань, Шаньси), но часто наведывался в Ечэн. В 536, Гао назначал своего сына, Гао Чэна, в правительство Восточной Вэй. Позже в этом году, отец Сяо Цзина Юань Дань умер, некоторые историки считали, что Гао убил его.
Император Сяо Цзин, когда вырос, стал красивым и сильным, он мог перепрыгнуть через ограду, держась за каменного льва. Он был искусный всадник и лучник, хороший литератор. Люди сравнивали его с предком — императором Сяо Вэнь-ди.
В 539 Сяо Цзин взял вторую дочь Гао Хуаня в жёны.
В 544 Гао Чэн, желая следить за императором через придворных, сблизился с Цуй Цзишу (崔季舒) секретарём императора. Тем не менее, Сяо Цзин был близок с Цуем, который часто исправлял предложения Гао, направленные императору и эдикты Сяо Цзина к Гао Хуаню и Чэну, подправляя стиль и содержание. Сяо Цзин часто говорил: «Цуй — моя кормилица».
В 545 в соответствии с гаохуаневским запросом, Сяо Цзин взял кузину хана Тогона, Мужуна Куалюя (慕容夸呂), как наложницу, чтобы укрепить отношения с Тогоном.
В 547 Гао Хуань умер, и Гао Чэн принял власть в правительстве.

## При Гао Чэне
Пользуясь смертью Гао Хуаня, генерал Хоу Цзин, который не любил Гао Чэна, первым сдал 13 провинций, которые он контролировал (регион междуХуайхэ и Хуанхэ Западной Вэй, а затем Лян. Гаочэнский генерал Мужун Шаоцзун (慕容紹宗), разбил и Сяо Юаньмина — племянника лянского императора У, которого император У отправил помочь Хоу — и Хоу, захватил Сяо Юаньмина и бежал в Лян. К 548 все кроме 4 провинций (которые захватила Западная Вэй) были возвращены Восточной Вэй, и к 549 Восточная Вэй вернула себе эти провинции, после того как Гао Чэн захватил Чаншэ (長社, современный Сюйчан, Хэнань).
Тем временем, пока длилась кампания против Хоу, вспыхнул конфликт Гао Чэна с императором Сяо Цзином. Гао Чэн не уважал императора как его отец Гао Хуань, и он снова приказал Цуй Цзишу следить за императором . Однажды, когда Гао Чэн был на празднике, он осушил кубок до тоста который произносил император — крайне непочтительный жест, как подчинённый он должен был стоять на коленях, пока император читал тост. Сяо Цзин разозлился и заметил: «Нет такой же вечной вещи, как империя. Чжэнь [(朕, императорское самообозначение, Мы в европейской традиции] не высшая ценность моей жизни!» Гао Чэн сердито ответил, «Чжэнь, чжэнь, чжэнь! Ты чжэнь с пёсьими ногами!» Он приказал Цую ударить императора три раза и затем резко бросить. Сяо Цзин вступил в сговор со своим учителем Сюнь Цзи (荀濟), Юань Цзином (元瑾), Лю Сыи (劉思逸), Юань Даци(元大器) ваном Хуашаня, Юань Сюаньхуном (元宣洪) ваном Хуайнаня, и Юань Хуэем (元徽) ваном Цзибэя для свержения Гао Чэна. Они прорыли ход из дворца за город, по которому могли пройти имперские гвардейцы, но туннель был обнаружен. Гао Чэн посадил Сяо Цзина под домашний арест, а остальных заговорщиков казнил.
Весной 549 Сяо Цзин был заставлен произвести Гао Чэна в титул великого вана Ци и дать ему почётное звание Сянго (相國), что было признаком того, что Гао готовился захватить трон. Гао Чэн формально отказался от поста и заявил, что наследником престола должен быть сын императора. Впоследствии, осенью 549, Сяо Цзин назначил своего сына Юань Чжанжэня (元長仁) наследником престола. (Не известно, был ли он сыном императрицы Гао).
Той же осенью 549 Гао Чэн встретился с Чэнь Юаньканом (陳元康), Ян Инем и Цуй Цзишу, чтобы втайне обсудить своевременность захвата трона и сроки, когда его слуга Лань Цзин (蘭京) — сын лянского генерала Лань Циня (蘭欽), захваченного Гао Чэном в битве, и кому Гао Чэн неоднократно угрожал убить — убили Гао Чэна и Чень. Брат гао Чэна Гао Ян, князь Тайюаня, который был Ечэне, убил Лань Цзина с сообщниками и заявил, что Гао Чэн только ранен. Сяо Цзин всё же решил, что Гао Чэн мёртв, и тайно заметил: «Это небесная воля, что великий маршал [(大將軍, Да Цзянцзюнь, титул гао Чэна в это время)] мёртв. Силы для правления могу вновь вернуться к императорской семье».

## При правлении Гао Яна
Гао Ян быстро собрал силы и с 8000 отборных гвардейцев вошёл во дворец, и заявил императору, что он должен ехать в Цзиньян — где находился военный штаб. Сяо Цзин, видел что Гао Ян собирается захватить власть, побледнел и заявил, «Этот человек не терпит меня. Я не знаю, когда я умру.» Гао Ян разместил штаб в Цзиньяне, намереваясь контролировать военных, и весной 550, Гао Ян предложил Императору Сяо Цзину сделать его ваном военного округа Ци — немного меньше того титула, что был у его брата. Спустя два месяца Гао Ян стал ваном Ци.
Тем временем, гаояновский союзник Гао Дэчжэн (高德政) пытался убедить его захватить трон. Летом 550, Гао Ян согласился, и он выдвинулся к Ечэну, отправив Гао Дэчжэна в Ечэн попробовать решить вопрос. Сяо Цзин наделил Гао Яна девятью привилегиями — традиционный шаг перед отречением. После прибытия Гао Яна в Ечэн, чиновники Пан Ле (潘樂), Чжан Лян (張亮), и Чжао Яньшэнь (趙彥深) пришли к императору с требованием отречься, Сяо Цзин-ди исполнил это, уступив трон Гао Яну, который провозгласил Империю Бэй Ци (как император Вэнь Сюань-ди).

## После отречения
Новый император Вэнь Сюань-ди сделал бывшего императора ваном Чжуншани, разрешив ему не считаться подданным. Свою сестру, бывшую императрицу, он сделал принцессой Тайюаня. Принцесса считала, что её брат тайно намерен избавиться от бывшего императора, а она любила своего мужа и пробовала всё, что приносят ему в пищу.
Вэнь Сюань-ди действительно опасался прежнего императора. Около нового года 552 император Вэнь Сюань-ди пригласил принцессу Тайюань на праздник во дворец. Как только она покинула свою резиденцию, император Вэнь Сюань-ди направил убийц, чтобы заставить бывшего императора выпить отравленное вино, а также убить трёх его сыновей. Император Вэнь Сюань-ди дал бывшему императору посмертное имя Сяо Цзин-ди (вместо Юань Шаньцзянь — прижизненного) и похоронил его с почестями императора. Однако позже, по неизвестным причинам, император Вэнь Сюань-ди приказал открыть гроб и бросить останки императора Сяо Цзин-ди в реку Чжан (漳水).

## Эры правления
- Тяньпин (天平 tiān píng — небесное спокойствие) 534—537
- Юаньсян (元象 yuán xiàng — важнейший закон) 538—539
- Синхэ (興和 xīng hé — процветающий мир) 539—542
- Удин (武定 wǔ dìng — стабильная мощь) 543—550

## Личная информация
- Отец
  - Юань Дань (元亶) (d. 536), ван Вэньсяня в Цинхэ, сын Юань И (元懌) вана Вэньсяня в Цинхэ, сын Сяо Вэнь-ди
- Мать
  - Принцесса Ху, жена Юань Даня
- Жена
  - императрица Гао (с 539), дочь Гао Хуаня
- Главная наложница
  - Мужун, двоюродная сестра Тогонского хана Мужуна Куалу (慕容夸呂)
  - Наложница Ли, позже наложница императора У Чэнь-ди
  - Наложница Пан
- Дети
  - Юань Чжанжэнь (元長仁), коронный принц (с 549, убит Вэнь Сюань-ди 552)
  - Два других сына, убиты Вэнь Сюань-ди 552